# Rebirth World Tour
Albums de Angra
Hunters and Prey
(2002) Temple of Shadows
(2004)
Rebirth World Tour: Live in São Paulo est le deuxième disque live du groupe brésilien de heavy metal Angra. Il a été enregistré au tout début de la tournée qui a suivi la sortie de l'album Rebirth dans la ville de São Paulo, dont sont originaires les musiciens du groupe. Il est paru en double CD et en DVD. Il est à noter qu'une version spéciale de l'album suivant, Temple of Shadows, contient le DVD en disque bonus.

## Liste des morceaux

### CD 1
1. "In Excelsis" – 1:53
2. "Nova Era" – 5:33
3. "Acid Rain" – 6:06
4. "Angels Cry" – 7:05
5. "Heroes of Sand" – 04:28
6. "Metal Icarus" – 9:03
7. "Millennium Sun" – 5:09
8. "Make Believe" – 5:51
9. "Drums Solo" – 5:17

### CD 2
1. "Unholy Wars" (Part I - Imperial Crown / Part II - The Forgiven Return) – 8:20
2. "Rebirth" – 5:27
3. "Time" – 6:03
4. "Running Alone" – 7:25
5. "Crossing" – 1:53
6. "Nothing To Say" – 6:53
7. "Unfinished Allegro" – 1:14
8. "Carry On" – 5:20
9. "The Number of the Beast" (reprise d'Iron Maiden) – 5:58

### DVD
1. "In Excelsis" – 1:53
2. "Nova Era" – 5:33
3. "Acid Rain" – 6:06
4. "Angels Cry" – 7:05
5. "Heroes of Sand" – 04:28
6. "Metal Icarus" – 9:03
7. "Millennium Sun" – 5:09
8. "Make Believe" – 5:51
9. "Drums Solo" – 5:17
10. "Unholy Wars" (Part I - Imperial Crown / Part II - The Forgiven Return) – 8:20
11. "Rebirth" – 5:27
12. "Time" – 6:03
13. "Running Alone" – 7:25
14. "Crossing" – 1:53
15. "Nothing To Say" – 6:53
16. "Unfinished Allegro" – 1:14
17. "Carry On" – 5:20
18. "The Number of the Beast" (reprise d'Iron Maiden) – 5:58

+ Bonus

## Formation
- Edu Falaschi (chant)
- Kiko Loureiro (guitare)
- Rafael Bittencourt (guitare)
- Felipe Andreoli (basse)
- Aquiles Priester (batterie)